# Sveti Trije Kralji, Radlje ob Dravi
Sveti Trije Kralji, pogosto zapisano okrajšano kot Sv. Trije Kralji, je naselje v Občini Radlje ob Dravi.